# Comté de Brienne
Pour l’article homonyme, voir Brienne.
IXe siècle – XVIIIe siècle
Entités précédentes :
- Pagus Brionisius
- Pagus Breonensis

Entités suivantes :
- République française

Le comté de Brienne (latin : Comitatus Breonensis) est un ancien territoire féodal du comté de Champagne dans le royaume de France et centré autour de la ville de Brienne-le-Château.

## Origines
Les origines du comté de Brienne sont inconnues. Il semble émergé dans le courant du IXe siècle et être détaché du pagus Brionisius, lui-même inclus dans la civitas Tricassum dans la Bourgogne franque, dont sont issus les pagi Rosnacensis, futur comté de Rosnay, et Breonensis d’où est issu le comté de Brienne.
Cette division se retrouve également du point de vue ecclésiastique avec Brienne qui devient le chef-lieu d'un archidiaconé et d'un doyenné tandis que Margerie devient celui d'un doyenné, tous deux correspondants très probablement aux comtés de Brienne et de Rosnay (Rosnay et Margerie ne sont distants que de 10 kilomètres environ),,.
Le comté donne son nom à l'illustre maison de Brienne. Cinq familles possèdent successivement ce comté : celles de Brienne, d'Enghien, de Luxembourg, de Loménie et de Bauffremont.

## Liste des comtes

### Maison de Brienne[4]
- Engelbert I de Brienne (Angilbert) (? - † ap. 968), premier comte de Brienne connu. Selon le chroniqueur Flodoard, en 951, avec son frère Gotbert ils construisent le château de Brienne à partir duquel ils pillent la région jusqu'à ce que le roi Louis IV vienne l'assiéger et le détruire[5].
- Engelbert II de Brienne (? - † ap. 980), fils du précédent.
- Engelbert III de Brienne (? - ?), fils du précédent. Il épouse en premières noces Wandalmodis, fille de la comtesse Adela de Salins. En secondes noces, il prend pour épouse Alix de Sens (et de Joigny ?), fille du comte Renard de Sens[6] et veuve de Geoffroy (Ier) de Joigny[7].
- Engelbert IV de Brienne († 1035 ou après),  fils du précédent, ? époux de Pétronille de Joigny[réf. nécessaire][8].
- Gautier Ier de Brienne (v. 1045 – v. 1090), fils du précédent, époux d'Eustachie de Tonnerre[9], fille de Milon III de Tonnerre.
- Érard Ier de Brienne (? – v. 1125), fils des précédents, époux d'Alix de Ramerupt[10], fille d'André de Ramerupt, seigneur de Ramerupt et d'Arcis-sur-Aube.
- Gautier II de Brienne (?– av. 1161), fils des précédents, épouse en secondes noces une fille de Jean de Nesle comte de Soissons[11] et d'Aveline de Pierrefonds. Il fit preuve d'une grande générosité lors de l'établissement des moines de l'abbaye de Basse-Fontaine à Brienne-la-Vieille.
- Érard II de Brienne (? - 8 février 1190/1191), fils des  précédents, époux d'Agnès de Montfaucon[12], fille d'Amédée II de Montfaucon-Montbéliard.
- Gautier III de Brienne ( ? – 11 juin 1205), fils des précédents, il épouse Elvire Albine, fille de Tancrède de Lecce roi de Sicile.
- Gautier IV de Brienne (1205 – 1246), fils de Gautier III de Brienne, épouse en 1233 Marie de Lusignan[13], fille de Hugues de Lusignan, roi de Chypre. Devenu majeur, son oncle Jean Ier consent à ce qu'il entre en possession du comté de Brienne en 1221[14].
- Jean de Brienne (comte) (? - 1260/1261), fils de Gautier IV et de Marie de Lusignan, il épouse Marie d'Enghien, dame de Thieusis.
- Hugues de Brienne (v. 1240 – 1260/1261 - 1296), frère du précédent, il fut aussi duc de Lecce. Il épouse Isabelle de la Roche, fille de Guy Ier de La Roche (duc d'Athènes). En secondes noces, il épouse Hélène Ange Comnène, fille de Jean Ange Comnène, duc de Néopatras et veuve de Guillaume Ier de La Roche (duc d'Athènes).
- Gautier V de Brienne (v. 1278 – 1296 – 1311), fils du précédent et d'Isabelle de La Roche. Il fut duc d'Athènes et époux de Jeanne de Châtillon, fille de Gaucher V de Châtillon.
- Gautier VI de Brienne (v. 1302 – 1311 – 1356), fils de Gautier V et de Jeanne de Châtillon. Il épouse Jeanne de Brienne († 1389), fille du comte Raoul Ier de Brienne, comte d'Eu et de Jeanne de Mello.
- Isabelle de Brienne[15] dite « La Belle Hélène » (v. 1305 - 1356 - † 1360), dame de Ramerupt, Nevele et Machault. Elle hérite du titre de comtesse de Brienne à la mort sans descendance de son frère Gautier VI. Elle épouse en 1321 Gauthier III, seigneur d'Enghien de Tubize et de Lembeek[16].

### Maison d'Enghien

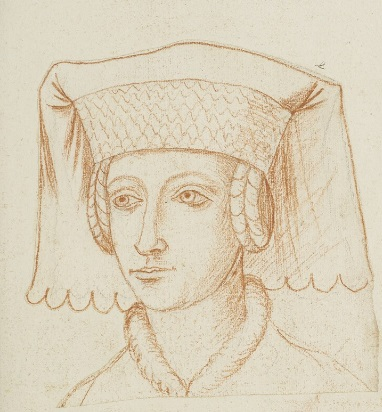
Marguerite d'Enghien, suo jure comtesse de Brienne et de Conversano. Portrait réalisé par Jacques Le Boucq,avant 1573.

Le comté de Brienne est un comté médiéval situé en Champagne et centré autour de la ville de Brienne-le-Château.
- Sohier II d'Enghien[17] (? - 1360 – 1364), fils de la précédente laquelle lui transmet le titre de comte de Brienne à sa mort. Il épouse Jeanne de Condé, dite de Morialmé, fille de Robert de Condé, seigneur de Belœil.
- Gautier IV d'Enghien (? - 1364 – † 1381), fils de Sohier II d'Enghien. Il meurt le 18 juillet 1381 au siège de Gand avec son frère Gérard. Sans descendance, ses titres passent à son oncle Louis d’Enghien.
- Louis d'Enghien[18] (? - 1381 – † 1394), frère de Sohier II d'Enghien. Comte de Brienne, comte titulaire di Conversano (Pouilles, Italie), duc titulaire d’Athènes. Il épouse Giovanna de Sanseverino, fille de Antonio de Sanseverino, prince de Salerne, conte de Marsico, et d’Isabelle des Baux.
- Marguerite d'Enghien (v. 1365 - 1394 – 1397), fille du précédent. Elle épouse Jean de Luxembourg, seigneur de Beauvoir (Beaurevoir) et de Richebourg.

### Maison de Luxembourg
- Jean de Luxembourg[19],[20] (1370 - 1380 - † 1397), fils de Guy de Luxembourg-Ligny et de Mathilde de Châtillon, héritière du comté de Saint-Pol. Seigneur de Beauvoir et de Richebourg, il devient comte de Brienne et de Conversano à la suite de son mariage avec Marguerite d'Enghien.
- Pierre Ier de Luxembourg-Saint-Pol[21] (1390 - 1397 – † 1433). Il épouse Marguerite des Baux (1394 † 1469), fille de François des Baux, duc d'Andria, et de Sueva Orsini.
  - Parmi ses fils cadets : Thibaut de Fiennes donna la branche des comtes de Gavre et des sires de Fiennes (< Jacques Ier, x Marie de Berlaymont < Jacques II qui acquiert en 1515 le comté de Gavre, x Marguerite fille de Jean V de Bruges-La Gruthuse < Jacques III ; et sa sœur Françoise de Luxembourg dame de Fiennes et de Gavre, x Jean IV d'Egmont : parents de Lamoral et Marguerite d'Egmont), ainsi que la branche des Luxembourg-Penthièvre-Martigues (< François < François < Sébastien...) ; et Jacques continua les seigneurs de Richebourg
- Louis de Luxembourg-Saint-Pol (1418 – 1433 - † 1475), fils du précédent. Connétable de France, il épouse en premières noces Jeanne de Bar (1415 † 1462), comtesse de Marle et de Soissons (héritière en partie des Coucy), fille de Robert de Bar et de Jeanne de Béthune.
- Pierre II de Luxembourg-Saint-Pol[22] (v. 1440 – 1475 - † 1482). Fils du précédent, il épouse Marguerite de Savoie (1439 † 1483), fille du duc Louis Ier de Savoie et d'Anne de Chypre-Lusignan. Ils n'ont pas de descendance mâle.
- Antoine de Luxembourg-Ligny (? – 1482 - † 1519), frère du précédent. Comte de Roussy et de Brienne, il devient comte de Ligny en 1510. Il épouse en secondes noces Françoise de Croÿ, fille de Philippe Ier de Croÿ-Chimay.
- Charles Ier de Luxembourg-Ligny[23] (1519 – † 1530), fils du précédent et de Françoise de Croÿ. Il est comte de Roussy, de Brienne, de Ligny et chevalier de l'ordre de Saint-Michel, il épouse Charlotte d'Estouville, fille de Jacques d'Estouville, seigneur de Beine et de Blainville, prévôt de Paris et chambellan du roi. Dont Jean VIII de Luxembourg, à l'âge de dix ans élu 1er abbé commendataire de 1526 à 1548 de l'abbaye Notre-Dame d'Ivry, évêque de Pamiers.
- Antoine II Luxembourg-Ligny (1530 – †1557), fils du précédent, il épouse Marguerite, fille de René de Savoie, dit le Grand Bâtard de Savoie, comte de Villars et de Tende.
- Jean IV de Luxembourg-Ligny (1557 – † 1576), fils du précédent. Comte de Brienne et de Ligny, il épouse Guillemette de La Marck († 1592), fille de Robert IV de La Marck, duc de Bouillon, prince de Sedan.
- Charles II de Luxembourg-Ligny (1576 – † 1608), fils de Jean de Luxembourg-Ligny et de  Guillemette de La Marck. À la mort de son père en 1576, il lui succède comme comte de Brienne. Sans enfant, il transmet le titre de comte de Brienne à sa sœur Louise de Luxembourg.
- Louise de Luxembourg-Ligny[24] (v. 1567 - 1608 - † 1647), sœur de Charles II de Luxembourg-Ligny qui lui transmet le titre de comtesse de Brienne à sa mort. Elle épouse en secondes noces Bernard III de Béon du Massés (154?-1608), marquis de Bouteville et gouverneur de Saintonge, Angoumois et Limousin, dont elle a Louise de Béon.

### Maison de Loménie
- Louise de Béon (1605 – † 1665), fille de Louise de Luxembourg et de Bernard III de Béon du Massés. Comtesse de Brienne, elle épouse Henri-Auguste de Loménie[25] (1594 – 1623 - † 1666), secrétaire d'État aux Affaires étrangères de Mazarin pendant la minorité de Louis XIV.
- Louis-Henri de Loménie de Brienne[26] (1636 - 1666 – † 1698), fils du précédent à qui il succède comme comte de Brienne. Secrétaire d'État à seize ans, il épouse Henriette Bouthillier († 1664), fille de Léon Bouthillier, comte de Chavigny, et d'Anne Phélypeaux de Villesavin.
- André-Louis-Henri de Loménie (1657 - 1698 – † 1743), fils du précédent. Le 6 février 1689, il épouse Jacqueline-Charlotte Brulart-La Borde († 28 décembre 1743), fille de Nicolas Brulart, premier président au Parlement de Dijon.
- Nicolas-Louis de Loménie (1689 - 1743 – † 1758), fils du précédent à qui il succède comme comte de Brienne. En 1723 ou 1732, il épouse Anne-Gabrielle Chamillart de Vilate (Villette) († 1762), issue de Clément Chamillart de Vilatte, le cousin germain du ministre Michel.
- Louis-Marie-Athanase de Loménie (1730 – 1758 - † 1794), fils du précédent à qui il succède comme comte de Brienne. En 1757, il épouse Marie-Anne-Étiennette Fizeaux de Clémont (Clermont) († 1812), fille d'Étienne-Claude Fizeaux. Secrétaire d'État à la Guerre de 1787 à 1788, il est guillotiné le 21 floréal An II (10 mai 1794) avec quatre autres membres de sa famille. Frère du cardinal-ministre Etienne-Charles (1727-1794).